# فهرست شبکه‌های تلویزیونی کانادا
در زیر فهرست شبکه‌های تلویزیونی کانادا آورده شده است:
تلویزیون ایرانیان کانادا ITC TV
- سی‌بی‌سی تله‌ویژن
- شبکه تلویزیونی سی‌تی‌وی
- شبکه تلویزیونی گلوبال
- کانال دیسکاوری (کانادا)
- تله‌تون
- تری‌هاوس
- وای‌تی‌وی
- فمیلی (کانال تلویزیون کانادایی)
- شبکه دیزنی (کانادا)
- های‌فای (شبکه تلویزیونی)
- پلی‌من (شبکه تلویزیونی)
- اسکی‌نما مکس
- تلویزیون عربی بی‌بی‌سی
- ایران تی‌وی نتورک